# Lara Wolters
Lara Wolters   (Amsterdam, 12 d'abril de 1986) és una política neerlandesa del Partit del Treball que és membre del Parlament Europeu des del 2019.

## Primers anys i educació
Després d'estudiar Dret i Estudis Europeus Socials i Polítics al University College de Londres va passar un any a la Universitat d'Estrasburg a través del programa Erasmus, on va realitzar unes pràctiques al Parlament Europeu. També és llicenciada en Relacions Internacionals i Diplomàcia pel Col·legi d'Europa de Bruges.

## Carrera política
Wolters va treballar com a assessora política a Brussel·les. Es va convertir en diputada al Parlament Europeu quan va substituir Frans Timmermans, que va decidir no ocupar el seu escó parlamentari després de les eleccions europees de 2019 per exercir com a vicepresident executiu de la Comissió Europea. És membre de la Comissió de Control Pressupostos i vicepresidenta de la Comissió d'Assumptes Jurídics. En aquesta qualitat, va ser ponent de la Directiva sobre diligència deguda de les empreses en matèria de sostenibilitat, després d'haver liderat una resolució parlamentària que demanava una legislació que responsabilitzi les empreses per qüestions com l'explotació dels treballadors, violacions dels drets humans i danys ambientals. Va dir que el seu interès pel tema s'havia despertat per l'enfonsament d'un edifici comercial de Bangladesh el 2013, que havia provocat més de 1.100 morts. L'acord que Wolters va negociar amb el Consell Europeu després de l'aprovació de la directiva al parlament incloïa la responsabilitat corporativa pel que fa a l'esforç malgrat el seu desig de tenir compte dels resultats. Algemeen Dagblad va informar el 2024 que la proposta tenia poques possibilitats de ser adoptada pel Consell després que països com Alemanya, França i Itàlia haguessin expressat la seva desaprovació.
També va ser coponent d'una directiva de 2022 sobre la millora de l'equilibri de gènere en els consells d'administració de les empreses que cotitzen a borsa. A més de les seves tasques a les comissions, Wolters va formar part de la delegació del Parlament per a les relacions amb la Xina. També va ser membre de l'Intergrup del Parlament Europeu contra la Corrupció, el de contra el Racisme i la Diversitat i el dedicat a la Conducta Empresarial Responsable.